# Jacques Bellenger
Jacques Bellenger (Amiens, 25 de desembre de 1927) va ser un ciclista francès. Fou professional entre 1950 i 1959, i es va especialitzar en el ciclisme en pista, concretament en la velocitat. Va participar en els Jocs Olímpics de 1948.

## Palmarès
- 1948
  -  Campió de França amateur en velocitat
- 1949
  -  Campió de França amateur en velocitat
- 1950
  -  Campió de França en velocitat
- 1951
  -  Campió de França en velocitat
- 1953
  -  Campió de França en velocitat
- 1954
  -  Campió de França en velocitat
- 1955
  -  Campió de França en velocitat
- 1958
  - 1r al Premi Dupré-Lapize (amb Pierre Brun)